# HMS Truant (N68)
Pour les autres navires du même nom, voir HMS Truant.
Le HMS Truant (N68) est un sous-marin de classe T de la Royal Navy. Lancé le 5 mai 1939, il fut construit par la société Vickers Armstrong à Barrow-in-Furness.

## Historique
Sa première action est le torpillage le 9 avril 1940 du croiseur léger allemand Karlsruhe au large de Kristiansand, en Norvège, provoquant l’arrêt des moteurs et des centrales électriques. Le Karlsruhe fut sabordé avec deux torpilles par le torpilleur allemand Greif (de).
Le Truant attaque sans succès le navire marchand britannique Alster, capturé peu avant par les Allemands. Il intercepte ensuite le navire marchand allemand Tropic Sea, mais son équipage le saborde dans le golfe de Gascogne pour éviter sa capture. Le Truant embarque le capitaine et les survivants du Haxby, navire britannique coulé par le Tropic Sea peu avant.
Il esquiva de justesse les torpilles du sous-marin HMS Clyde, qui l'avait pris pour un sous-marin ennemi.
Affecté en mer Méditerranée au milieu en mi-1940, le Truant coula plusieurs navires ennemis, dont les navires marchands italiens Providenza, Sebastiano Bianchi et Multedo, les pétroliers italiens Bonzo et Meteor, le chasseur de sous-marins italien Vanna, le cargo Bengasi et le navire marchand allemand Virginia S. Truant. Il attaqua également sans succès les navires marchands italiens Utilitas, Silvia Tripcovich, Bainsizza et Arborea, le petit pétrolier italien Labor et le navire marchand allemand Bellona.
Il opéra ensuite en Extrême-Orient contre la Marine japonaise en 1942. Il torpilla et coula les cargos marchands japonais Yae Maru, Shunsei Maru et le cargo Tamon Maru No.1. Il attaqua également sans succès le croiseur léger japonais Nagara et participa à la bataille du détroit de Badung.
Le Truant survécut à la guerre et fut vendu pour la ferraille le 19 décembre 1945. Il coula en pleine mer en décembre 1946 pendant son remorquage vers le chantier de démolition.